# Szondip
Szondip, Sandwip (beng. সন্দ্বীপ, trl. Sandvīp) – wyspa w południowo-wschodnim Bangladeszu, w Zatoce Bengalskiej, niedaleko ujścia rzeki Meghny (części delty Gangesu i Brahmaputry).

## Geografia
Administracyjnie stanowi ona większą część poddystryktu (upodźela) Szondip w dystrykcie Ćottogram, w prowincji o tej samej nazwie. Od lądu dzieli ją cieśnina Szondip Pronali. Wybrzeża wyspy są niskie, jej powierzchnia podlega zmianom wskutek ciągłej erozji brzegów i nanoszenia materiału z lądu przez rzekę; w przeszłości wyspa posiadała połączenie z lądem. W 1981 roku miała powierzchnię 762,42 km² (największą w XX wieku), w 1989 roku zmalała ona do 245,57 km².

## Ludność
Poddystrykt Szondip zamieszkuje ok. 350 tysięcy ludzi, w tym 87,9% stanowią muzułmanie, 11,51% hinduiści, a pozostałe 0,58% wyznawcy innych religii. Największa grupa mieszkańców zajmuje się rolnictwem (40,21%), w dalszej kolejności usługami (20,32%) i biznesem (10,36%).

## Podział administracyjny
Wyspa podzielona jest na 14 mniejszych jednostek:
- Amanullah
- Adźimpur
- Baurija
- Gaćhua
- Haramija
- Horiszpur
- Kalapanija
- Mogdhara
- Maitbhanga
- Muszapur
- Rohomotpur
- Szontoszpur
- Szorikait
- Urirćor

## Port lotniczy
Port lotniczy Sandwip znajduje się na stałym lądzie.